# Rue Pierre-Mouren
La rue Pierre-Mouren est une voie marseillaise située dans le 7e arrondissement de Marseille. 

## Situation et accès
Elle va de la corniche du Président-John-Fitzgerald-Kennedy à la rue d'Endoume.
Cette artère étroite en pente se situe dans le quartier d'Endoume et permet un accès direct à l’est du quartier. Elle prolonge également l’axe de circulation automobile de la rue d’Endoume à la corniche.

## Origine du nom
La rue doit son nom à Pierre Mouren (1926-1945), résistant marseillais déporté et assassiné au camp d’extermination de Dachau à l’âge de 19 ans pendant la Seconde Guerre mondiale.

## Historique
La rue s'appelait « rue de la Roseraie » par délibération du Conseil municipal du 13 janvier 1892. Elle est classée dans la voirie des rues de Marseille le 9 juillet 1959.
Son nom actuel est adopté après délibération du Conseil municipal du 27 juillet 1946.

## Bâtiments remarquables et lieux de mémoire
- Aux numéros 10 et 11A se trouvent respectivement les écoles publiques primaire et maternelle de la Roseraie.